# Lista de capítulos de Mirai Nikki
O mangá Mirai Nikki escrito e ilustrado por Sakae Esuno, foi publicado pela editora Kadokawa Shoten na revista Shōnen Ace. O primeiro capítulo de Mirai Nikki foi publicado em janeiro de 2006 e a publicação encerrou em dezembro de 2010 no capítulo 59, contando com 12 volumes e mais 2 especiais. Nesta página, os capítulos estão listados por volume, com seus respectivos títulos originais (títulos originais na coluna secundária, os volumes de Mirai Nikki não são titulados).
No Brasil, é licenciado pela editora JBC, e foi publicado entre janeiro de 2013 e janeiro de 2014.

## Volumes 1~12
| - Prólogo. A Reclusão é o Início da Libertação - 1. Diário do Futuro - 2. Concentração / O Grupo dos 12 Diários do Futuro - 3. A Bomba ao Som do Coração - 4. Nascimento / Futura Aliança | - Prologue. 閉塞は開放のはじまり (Heisoku wa Kaihō no Hajimari) - 1. 未来日記 (Mirai Nikki) - 2. 結集／未来日記12人衆 (Kesshū / Mirai Nikki 12 Ninshu) - 3. 心音爆弾 (Shin'on Bakudan) - 4. 誕生／未来同盟 (Tanjō / Mirai Dōmei) |

| - 5. O Segredo de Gasai Yuno - 6. 6º / Armadilha Visual - 7. Quem é Louca? - 8. Visão vs Audição | - 5. 我妻由乃の秘密 (Gasai Yuno no Himitsu) - 6. 6th／視覚の罠 (6th / Shikaku no Wana) - 7. 誰が狂人だ? (Dare ga Kyōjinda?) - 8. 視覚 vs 聴覚 (Shikaku vs Chōkaku) |

| - 9. Final Feliz / Final Infeliz - 10. O Dia Feliz de Gasai Yuno - 11. 1º Dia / A Comida Mortal da Criança-sama - 12. 2º Dia / A Caixa de Brinquedos Suspeita - 13. 3º Dia / Brincando de Casinha no Campo de Batalha | - 9. Happy End／Unhappy End - 10. 我妻由乃の幸せな日 (Gasai Yuno no Shiawase na Hi) - 11. 初日／お子様デスランチ (Fāsuto Dei / Oko-sama Desu Ranchi) - 12. 2日目／疑惑のtoybox (Sekando Dei / Giwaku no Toybox) - 13. 3日目／戦場のままごと (Sādo Dei / Senjō no Mamagoto) |

| - 14. Rastreador Automático - 15. Um Certo Mundo - 16. Amigos Selvagens - 17. O Não-Portador Mais Poderoso - 18. Mesmo Matando Você | - 14. 自動追跡者 (Ōtomātā) - 15. 或の世界 (Aru no Sekai) - 16. 殺伐フレンズ (Satsubatsu Furenzu) - 17. 最強の非所有者 (Saikyō no Hi Shoyū-sha) - 18. 君を殺してでも (Kimi o Koroshite Demo) |

| - 19. Do Outro Lado da Porta - 20. A Fuga dos Dois - 21. O Dilema dos Dois - 22. Sofrimento e Luz - 23. O Mundo Acabando | - 19. 襖の向こう (Fusuma no Mukō) - 20. 二人だけの逃亡 (Futaridake no Tōbō) - 21. 二人の窮地 (Futari no Kyūchi) - 22. 病みと光 (Yami to Hikari) - 23. 終わる世界 (Owaru Sekai) |

| - 24. Um Vazio - 25. O Diário do 8º - 21. 8º / Clube de Propagação - 27. Aqueles que Dão Suporte - 28. Jogo Simulado | - 24. a blank - 25. 8thの日記 (8th no Nikki) - 21. 8th／増殖倶楽部 (8th / Zōshoku Kurabu) - 27. 支える者逹 (Sasaeru Mono-tachi) - 28. Dummy game |

| - 29. A Dança do Sangue Fresco - 30. Família de Mentira - 31. Rachadura - 32. A Revolução do Garoto e da Garota - 33. O Pior Boa Tarde | - 29. 舞えよ鮮血 (Maeyo Senketsu) - 30. 偽りの家族 (Itsuwari no Kazoku) - 31. 亀裂 (Kiretsu) - 32. 少年少女革命 (Shōnen Shōjo Kakumei) - 33. 最悪よ今日は (Saiaku yo Kon'nichiwa) |

| - 34. Quebrado - 35. Mundo Invertido - 36. Contrato - 37. Ataque Brilhante / Contra-ataque! - 38. DNA | - 34. 壊れた (Kowareta) - 35. 反転世界 (Hanten Sekai) - 36. 契約 (Keiyaku) - 37. 雪輝強襲／strike back! (Setsuki Kyōshū / Strike Back!) - 38. D.N.A. |

| - 39. Seu Nome É - 40. Holon e a Completação da Criança - 41. Conheça o Portador - 42. Zona Morta vs Zona Morta - 43. Como Salvar o Final | - 39. 君の名は (Kimi no Na wa) - 40. 全体子HOLON (Zentai-shi Holon) - 41. 所有者集う (Shoyū-sha Tsudou) - 42. 死角 vs 死角 (Shikaku vs Shikaku) - 43. 終末の救い方 (Shūmatsu no Sukui-kata) |

| - 44. As Torres Gêmeas da Agência Bancária Gasai - 45. Última Batalha VS a 9ª - 46. Conclusão - 46,5. Por quê? - 47. Prelúdio de um Colapso Total - 48. A Doce Mentira e o Fim da Era de Deus | - 44. 我妻銀行ツインタフービル支店 (Gasai Ginkō Tsuintafūbiru Shiten) - 45. VS 9th ラストバトル (VS 9th Rasuto Batoru) - 46. 決着 (Ketchaku) - 46,5. Why? - 47. 全ての崩壊プレリュード (Subete no Hōkai Pureryūdo) - 48. 優しい嘘と神代の終わり (Yasashī Uso to Kami-yo no Owari) |

| - 49. Akise Aru VS Gasai Yuno - 50. Jornada de Erros - 51. Explicação - 52. Corpos Unidos / Corações Distantes - 53. Espiral / Spiral Game - 54. Eu Te Amo, Porque Eu Te Amo | - 49. 秋瀬或VS我妻由乃 (Akise Aru VS Gasai Yuno) - 50. 過ちの道程 (Ayamachi no Dōtei) - 51. 解明 (Kaimei) - 52. 重なる体／重ならめ心 (Kasanaru Karada / Kasanara me Kokoro) - 53. 螺旋／スパイラルゲーム (Rasen / Supairaru Gēmu) - 54. 愛しているから、愛すればこそ (Aishiteiru kara, Aisureba koso) |

| - 55. Livres de Todo Impedimento - 56. Minha Escolha - 57. Aniquilação de Mentira - 58. Vilão - 59. Último Diário | - 55. 閉塞より全てを解放 (Heisoku Yori Subete o Kaihō) - 56. 僕の選択 (Boku no Sentaku) - 57. 偽りの清算 (Itsuwari no Seisan) - 58. 悪人 (Akunin) - 59. Last Diary |

## Volumes Especiais
| - 1. As Circunstâncias em que Uryuu Minene Conseguiu um Diário do Futuro - 2. As Circunstâncias em que Uryuu Minene e Hirasaka Yomotsu se Conheceram - 3. As Circunstâncias em que Uryuu Minene e Houjou Reisuke se Tornaram Cúmplices - 4. As Circunstâncias em que Uryuu Minene Começou a Usar Roupas Gothloli - 5. As Circunstâncias em que Uryuu Minene e Akise Aru se Conheceram | - 1. 雨流みねねが未来日記を手にする経緯 (Uryū Minene ga Mirai Nikki o Te ni suru Ikisatsu) - 2. 雨流みねねが平坂黄泉出会う経緯 (Uryū Minene ga Hirasaka Yomotsu Deau Ikisatsu) - 3. 雨流みねねが豊穣礼佑に加担する経緯 (Uryū Minene ga Hōjō Reisuke ni Katan suru Ikisatsu) - 4. 雨流みねねがゴスロリ走る経緯 (Uryū Minene ga Gosurori Hashiru Ikisatsu) - 5. 雨流みねねが秋瀬或と出会う経緯 (Uryū Minene ga Akise Aru to Deau Ikisatsu) |

| - 1. O Padadoxo da Mudança do Ator Principal - 2. O Paradoxo do Amor e das Minas - 3. O Paradoxo da Virgem e o Hipnotizador (Início) - 4. O Paradoxo da Virgem e o Hipnotizador (Fim) - 5. O Paradoxo do Paradoxo | - 1. 主役交代のパラドックス (Shuyaku Kōtai no Paradokkusu) - 2. 愛と地雷のパラドックス (Ai to Jirai no Paradokkusu) - 3. 処女と催眠術のパラドックス（前編） (Shojo to Saimin-jutsu no Paradokkusu (Zenpen)) - 4. 処女と催眠術のパラドックス（後編） (Shojo to Saimin-jutsu no Paradokkusu (Kōhen)) - 5. パラドックスのパラドックス (Paradokkusu no Paradokkusu) |

| - A. O Porque Eu Não Posso Discar - B. A Consequência da Minha Rediscagem - C. Comentários do Anime Original Mirai Nikki Redial | - A. ダイヤル出来ない原因 (Daiyaru Dekinai Gen'in) - B. リダイヤルすべき結果 (Ridaiyaru Subeki Kekka) - C. 未来日記リダイヤルオリジナルアニメ解説 (Mirai Nikki Ridaiyaru Orijinaru Anime Kaisetsu) |